# Ходорковский (фильм)
«Ходорковский» (англ. Khodorkovsky) — документальный фильм немецкого режиссёра Кирилла Туши, повествующий о взлёте и падении Михаила Ходорковского. Премьера состоялась 14 февраля 2011 года на Берлинском кинофестивале, и вызвала большой ажиотаж — кинозалы не могли вместить всех желающих.
Российская премьера состоялась 1 декабря 2011 года в регионах, а 2 декабря — в Москве.

## Съёмки
Кирилл Туши работал над фильмом пять лет. В ходе съёмок было взято интервью у более чем 70 человек: в сумме на 180 часов. При этом съёмочные материалы и аппаратуру дважды крали. В первый раз в Индонезии, где производилась финальная компоновка фильма, а затем была украдена компоновка соответствующей версии незадолго до кинофестиваля в Берлине. Дважды за время съёмок режиссёр подвергался нападениям, а также был вынужден сменить место жительства, опасаясь прослушки.

## Сюжет
Фильм рассказывает о превращении выходца из семьи инженеров в одного из крупнейших бизнесменов современной России и последующем тюремном заключении олигарха.

## Вирусное видео
На видеохостинге YouTube было опубликовано видео «Арест Владимира Путина: репортаж из зала суда», в котором использовались кадры из фильма «Ходорковский». В ролике лицо Михаила Ходорковского было заменено на лицо Владимира Путина. Вирусное видео набрало несколько миллионов просмотров и юридическая команда Михаила Ходорковского поделилась ссылкой на ролик в его твиттере.

## Съёмочная группа
- Режиссёр — Кирилл Туши
- Художник — Кирилл Туши
- Оператор — Кирилл Туши
- Драматург — Ютта Доберштайн
- Композитор — Арво Пярт
- Продюсеры — Кирилл Туши, Елена Дюрден-Смит, Симон Бауманн, Томас Шмидт
- Закадровый голос — Григорий Кофман
- Письма Ходорковского читает — Павел Ходорковский